# Louis Autissier
Louis Autissier (Vannes, 8 février 1772 - Bruxelles, 4 septembre 1830) est un peintre miniaturiste français des XVIIIe et XIXe siècles.
Son art est aujourd'hui considéré comme remarquable de précision.

## Biographie
Louis Marie Autissier né à Vannes le 8 février 1772, est le fils de Jean-François Autissier et de Périne Lefraper.
Spécialisé dans les miniatures (portraits, scènes mythologiques et religieuses), il étudia d'abord dans sa ville natale où il fut l'élève de Vautrin.
Louis Autissier était maître de dessins à Morlaix au moment de la Révolution française. Il s'engage dans l'armée de la République française à Rennes en 1792. Il quitte l'armée en 1795 et se rend à Paris où il visite le Louvre.
Il s'établit en 1796 à Bruxelles, où il restera longtemps, devint membre fondateur de la Société de peinture, sculpture et architecture de Bruxelles et exposera aux salons de Paris, Lille (en 1805, 1808, 1818 et 1820), Douai, Bruxelles, Anvers, Gand, Malines, Liège et Amsterdam de 1801 à sa mort.
La Belgique fut vraisemblablement son lieu d'inspiration, et on lui doit notamment une Vue du canal de Louvain (1804) conservée au Stedelijk Muséum de Louvain.
Sa carrière connut son apogée pendant l'Empire et la Restauration. Il fut d'ailleurs appelé dans le Royaume de Hollande par  Louis Bonaparte en 1806 pour devenir peintre du roi.
En 1815, à la chute de l'Empire, il reste peintre de la cour pour le compte de Guillaume Ier roi du nouveau royaume uni des Pays-Bas. En 1818, rappelé à Paris, il devient l'un des miniaturistes de la famille royale.
Nommé membre honoraire de la Société des Beaux-Arts, il expose des miniatures de costumes nationaux au salon de Bruxelles de 1824.
Il eut plusieurs élèves parmi lesquels Alexandre De Latour et Henri Van Assche.
De 1801 à 1820, il expose sous le nom de Jean-François Autissier.
Il meurt âgé de 58 ans 6 mois et 25 jours - comme le précise méticuleusement son acte de décès - , à Bruxelles, boulevard du Jardin Botanique.

## Œuvre
Autissier exécuta plusieurs peintures remarquables, parmi lesquelles un Portrait de femme au panier de fruits, un Portrait de Madame Campan (musée du Louvre), un Portrait de femme en robe blanche, un Portrait de l'amiral Smith (1823), ainsi qu'un Autoportrait (1817), et plusieurs aquarelles, dont un Portrait de jeune femme en robe bleue et Un jeune artiste assis. 
Il fut aussi l'auteur d'une miniature représentant François-Charles-Joseph Bonaparte, roi de Rome, enfant (1817), d'une autre exécutée en 1819 représentant une Petite fille au bouquet de fleurs, et d'une autre représentant Charles de Bully, député de Lille (1823).
Les musées royaux des beaux-arts de Belgique possèdent le Portrait de Madame de Glimes en robe rouge devant un fonds nuageux (1816), une miniature ovale (huile sur ivoire 9 × 7 cm) conservée au musée des beaux-arts de Bruxelles. Le portrait en question semble avoir été donné au musée, en 1881, (inventaire 2849), à la suite du décès de Jules De Glimes, professeur de chant et compositeur de musique à Bruxelles, fils du personnage représenté. Cette dame de Glimes s'identifie peut-être avec l'épouse du peintre Pierre De Glimes, Marie-Norbertine Bigarez, décédée en 1818. Lucien Lemaire qualifie ce portrait de « morceau capital, représentant la femme d'un artiste peintre de Bruxelles qui eut son heure de célébrité ».

### Hommages
Noms de lieux
- Une rue à Vannes porte son nom.